# Bogočin vára
Bogočin egy várrom Horvátországban, a Šibenik-Knin megyei Drnišhez tartozó Bogatić határában.

## Fekvése
A várrom a Krka folyó bal oldalán, a Prominához tartozó Bogatić falu közelében, egy szakadék fölötti eldugott sziklán található.

## Története
Stratégiai jelentősége a Krka kiszélesedő szurdokvölgyének, a Carigradska Dragának az ellenőrzése volt. Neve valószínűleg pogány időkből származik, amikor az istenek tiszteletére tüzet gyújtottak rajta. A 9. században a horvát zsupánok székhelye volt. Urai eleinte a Martinušićok, később a Bogetićek voltak. A korabeli forrásokban 1486-ban „Bogochin”, 1484-ben „Bogachijan” néven szerepel, míg egy a 16. század első feléből származó térképen Buguncicként jelölik. A törökök 1522-ben elfoglalták és lerombolták.

## Legendája
A várról kevés történelmi információval rendelkezünk. A hozzá fűződő történetek közül a legérdekesebb Bogoj herceg legendája, aki a közeli Bogetić falu ura volt. Gyönyörű kúriákat épített egyetlen fiának, Bogdannak és menyasszonyának, Miljevának, aki a Čikola torkolatánál fekvő Ključból származott. Miljeva anyja Čika, Domagoj özvegye, gyönyörűen felkészítette lányát a házasságra, és sok barátja is készített ajándékokat. Sok esküvői vendég, hét bán és tizenkét zsupán érkezett az esküvőre. Amikor a menyasszony és a vőlegény eljutott Bogočinhoz, egy szárnyas sárkány repült el hirtelen a Krka folyó szurdokának sziklái alatt és megragadta a fiatal menyasszonyt. Egyenesen a Brljan melletti tóhoz vitte. A dühös Bogdan szerelme után rohant a Brljanhoz, hogy megmentse, de megfulladt. A vőlegény szomorú apja ezután elosztotta vagyonát a horvát bánok és a nép szegényei között. A fennmaradó pénzből megépítette az arandjelovaci kolostort, hogy a szerzetesek imádkozzanak érte és a szerencsétlen fiatalokért, akik a Brljanban pusztultak el, ő pedig Čučevót és Nečvent (a Krka két szemközti várát) építette fel. Magas tornyaiba két nővért falaztatott be, hogy éjjel-nappal sírjanak Bogdanért. A Roki zuhatagra és a Brljanra hidakat építtetett azzal a kötelezettséggel, hogy az utasok kétszeres vámot fizessenek az átkelésért és Bogdanért. Bogočint földig romboltatta, ő pedig világgá ment és örökre nyoma veszett. Miljeva anyja, Čika Ključ mellé tornyot építtetett úgy, hogy Miljeva és Bogdan örök nyugalmáért folyamatosan gyertyák égjenek benne. Azóta az emberek Bogočint Vilingradnak, a Ključ alatti patakot Čikolának, a Ključ melletti dombot Miljevcinek hívják, Punička dragát és Babin gradot pedig a bánatos özvegy után nevezték el.